# Otoko zaka
Otoko zaka (男坂?) è un manga di Masami Kurumada edito da Shūeisha. Il manga ha iniziato la pubblicazione nel 1984 con tre volumi e, dopo essere stato interrotto per quasi trent'anni, è stato ripreso nel 2014 e pubblicato sulla rivista Weekly Shōnen Jump, ed è giunto alla conclusione nel 2023 con il volume 11. In Italia il manga è stato pubblicato dalla casa editrice Edizioni BD sotto l'etichetta J-Pop da ottobre 2015 a dicembre 2024.

## Trama
Jingi Kikukawa, è un ragazzo di Kujūkuri, una città nella prefettura di Chiba; egli è il più forte nonché l'indiscusso leader della scuola media Toun Middle School e non ha mai perso un combattimento nei suoi tredici anni di vita. Un giorno però incontra Sho Takeshima, Don dell'omonima armata che controlla tutto il Giappone Occidentale, che sta per trasferirsi negli Stati Uniti d'America per unirsi alla Junior World Connection (JWC), lega che riunisce i Don di tutti i paesi del mondo. La forza di Sho è schiacciante e Jingi viene sconfitto riuscendo, tuttavia, a colpire l'avversario, il quale non aveva mai subito un colpo.
Jingi, desideroso di prendersi la rivincita contro Sho, decide di diventare il più forte nelle risse e si reca sulla Montagna dell'Orco per sottoporsi all'allenamento dal Kenka-Oni (che nessuno al mondo è mai riuscito a sconfiggere), soprannominato "il demone delle risse", dotato di forza e abilità sovrumane. Questi, dopo un iniziale rifiuto, si convince a fare da insegnante a Jingi, vedendo in lui il protetto della Stella del Principio Celeste (Ten-kai Sei), la persona di cui il cielo ha bisogno.
Grazie all'allenamento dell'Orco, Jingi diventa molto più forte, tanto da riuscire ad imporsi come Don del Giappone Orientale, territorio che dovrà difendere (scontrandosi in vari duelli di arti-marziali) dalle mire espansionistiche dei numerosi membri della potente JWC. Jingi così diventa il capo di una grande banda, l'Armata di Jingi, che vede tra i suoi componenti alcuni forti alleati e amici esperti in molti stili di lotta, che aiutano Jingi negli scontri contro la JWC.

## Personaggi
I Don sono dei giovani uomini o ragazzi campioni nella lotta e nelle arti marziali e che comandano grandi e potenti bande, chiamate "le armate", formate da centinaia o persino migliaia di adepti, aventi come loro territorio quello di un'intera città, di un pezzo di una nazione o persino una nazione intera.

### Armata Jingi
Jingi Kikukawa (菊川仁義?, Kikukawa Jingi)
Generale dell'Armata Jing, Don del Giappone Orientale.
Tokichi Kuroda (黒田闘吉?, Kuroda Tokichi)
Capo della Lega Tokichi di Tokyo, ora membro dell'Armata di Jingi.
Wolf di Akagi (赤城のウルフ?, Akagi no Urufu)
Capo dell'Armata Wolf del Joshu, ora membro dell'Armata di Jingi.
Ranmaru Azusa (梓鸞丸?, Azusa Ranmaru)
Comandante Generale della Squadra della Tigre Bianca Showa di Aizu, ora membro dell'Armata di Jingi.
Ranmaru Azusa (2) (梓蘭丸 (副長)?, Azusa Ranmaru (fukuchō))
Vicecomandante della Squadra della Tigre Bianca Showa.

### Lega di Ou
Ken Kamui (神威剣?, Kamui Ken)
L'Imperatore del Nord, leader della Lega di Ou, Don del Giappone del Nord.
Tokuichi Kuruta (蛭田徳市?, Kuruta Tokuichi)
Capo di Kesennuma, prima fortezza della Lega di Ou.
Ben Kishibo (鬼子母弁\?, Kishibo Ben)
Capo di Ichinoseki, seconda fortezza della Lega di Ou.
Goro Gouda (剛田五郎?, Goda Goro)
Capo di Kamaishi, terza fortezza della Lega di Ou

### Armata Takeshima
Shō Takeshima (武島将?, Takeshima Shō)
Generale dell'Armata Takeshima e Don del Giappone Occidentale.
Sei Minazuki (水無月征?, Minazuki Sei)
Comandante del 2º Battaglione dell'Armata Takeshima.
Naoto Shindai (神代直人?, Shindai Naoto)
Comandante del 3º Battaglione dell'Armata Takeshima.
Takakura (高倉?)
Soldato dell'Armata Takeshima.
Muroto (室戸?)
Soldato dell'Armata Takeshima.

### Junior World Connection (JWG)
Jermaine (ジャーメィン?, Jaamein)
Don di New York.
Foreman (フォアマン?, Foaman)
Don di Chicago.
Fraser (フレイザー?, Fureizā)
Soldato dell'armata Chicago.
La Toya (ラトーヤ?, Ratoya)
Soldato dell'armata Chicago.
Tito (ティト?)
Soldato dell'armata Chicago.
Norton (ノートン?, Nōton)
Soldato dell'armata Chicago.
Valentino (バレンチノ?, Barenchino)
Don della Sicilia.
Mademoiselle (マドモアゼル?, Madomoazeru)
Don di Marsiglia.
San José (サンホセ?, Sanhose)
Don di Madrid.
Sillitoe (シリトー?, Shiritō)
Don di Liverpool.
Rommel (ロンメル?, Ronmeru)
Don di Brema.
Ruska (ルスカ?, Rusuka)
Don di Amsterdam.
Gómez (ゴメス?, Gomesu)
Don di San Juan.
Diana (ダヤン?, Dayan)
Don di Gerusalemme.

### Altri personaggi
Orco delle Risse (喧嘩鬼?, Kenka-Oni)

## Volumi
| Nº | Titolo italiano Giapponese 「Kanji」 - Rōmaji | Data di prima pubblicazione            | Data di prima pubblicazione              |
| Nº | Titolo italiano Giapponese 「Kanji」 - Rōmaji | Giapponese                             | Italiano                                 |
| 1  | L'ultimo vero uomo 「最後の硬派の巻」 - Saigo no Kôha | 10 gennaio 1985 ISBN 4-08-851751-2     | 2 novembre 2015 ISBN 978-88-6883-456-2   |
| 1  | Capitoli - 1. L'ultimo vero uomo (最後の硬派?, Saigo no Kouha) - 2. L'addestramento speciale per le risse sul Monte dell'Orco (鬼山・ケンカ特訓?, Kizan: Kenka tokkun) - 3. Invincibile! L'arrivo di Tokichi (必勝無配闘吉登場?, Hisshou muhai! Tokichi tōjō) - 4. In due nella tempesta (嵐の中のふたり?, Arashi no naka no futari) |                                        |                                          |
| 2  | Battaglia decisiva sulla spiaggia di Shiranui 「決戦!不知火海岸」 - Kessen! Shiranui Kaigan | 10 aprile 1985 ISBN 4-08-851752-0      | 26 dicembre 2015 ISBN 978-88-6883-457-9  |
| 2  | Capitoli - 1. Il giuramento della fratellanza (義兄弟の誓い?, Gikyoudai no chikai) - 2. Junior World Connection (JWC?) - 3. L'adunata dell'armata Chicago (シカゴ軍団 集結?, Shikago gundan, shūketsu) - 4. Le forze armate di Takeshima si spostano (竹島軍団動く?, Takeshima gundan ugoku) - 5. La battaglia decisiva sulla spiaggia di Shiranui (決戦！不知火海岸?, Kessen! Shiranui kaigan) |                                        |                                          |
| 3  | La squadra della tigre bianca Showa 「昭和白虎隊」 - Shôwa Byakkotai | 10 luglio 1985 ISBN 4-08-851753-9      | 27 febbraio 2016 ISBN 978-88-6883-577-4  |
| 3  | Capitoli - 1. Ein e Kibo, geni della fine del ventesimo secolo (二十世紀最後の天才アインとキボウ?, Nijuu seiki saigo no tensai ain to kibou) - 2. L'armata della tigre bianca Showa (昭和白虎隊?, Shouwa byakkotai) - 3. Ranmaru e Ranmaru (覧丸と覧丸?, Ranmaru to Ranmaru) - 4. La lega Ou (奥羽連合?, Ōu rengō) |                                        |                                          |
| 4  | Le terre del nord 「北の大地編」 - Kita no daichi-hen | 3 ottobre 2014 ISBN 978-4-08-880252-7  | 22 giugno 2016 ISBN 978-88-6883-680-1    |
| 4  | Capitoli - 0. Prologue (Prologue?) - 1. Un vero uomo (真の硬派?, Shinno otoko) - 2. Compagni (仲間?, Nakama) - 3. Villa Kamui (神威館?, Kamui yakata) - 4. Compagni di viaggio (道連れ?, Michizure) - 5. La leggenda della tigre (虎伝説?, Tora densetsu) - 6. Collisione (激突?, Gekitotsu) - 7. Il mondo degli uomini (男の世界?, Otoko no sekai) - 8. L'autentico spirito giapponese che risorge (甦る大和魂?, Yomigaeru yamatodamashii)                                                                       |                                        |                                          |
| 5  | Julie di Yokohama 「横浜のジュリー」 - Yokohama no Jurī | 3 aprile 2015 ISBN 978-4-08-880407-1   | 28 settembre 2016 ISBN 978-88-6883-783-9 |
| 5  | Capitoli - 0. Prologue (Prologue?) - 1. Il don di Yokohama (横浜の首領?, Yokohama no shuryō) - 2. Le scarpe rosse (赤い靴?, Akai kutsu) - 3. Il candore di Tokichi (闘吉純情?, Toukichi junjō) - 4. Gli hyakkasen di Yokohama (横浜百花撰?, Yokohama hyakkasen) - 5. La furia di Tokichi (闘吉奮迅?, Toukichi funjin) - 6. Marie (マリー?, Marī) - 7. Prima dell'alba (夜明け前?, Yoake mae) - 8. Dal centro del sole mattutino (朝陽の中から?, Chouyou no naka kara)                                             |                                        |                                          |
| 6  | Kyosuke - Tuoni e lampi! 「雷電！狂介」 - Raiden! Kyōsuke | 4 luglio 2016 ISBN 978-4-08-880695-2   | 1º febbraio 2017 ISBN 978-88-6883-905-5  |
| 6  | Capitoli - 0. Prologue (Prologue?) - 1. I tre grandi dell'ovest (西の三傑?, Nishi no sanketsu) - 2. Morigaki (守柿?, Morigaki) - 3. La spada sciovinista (攘夷刀の巻?, Jōi katana) - 4. La ceramica di Hagi (萩焼?, Hagi-yaki) - 5. Bonga Ichinyo (梵我一如?, Bonga Ichinyo) - 6. Kyosuke vs Shinbei (狂介VS新兵衛?, Kyōsuke VS Shinbei) - 7. Duello a Kikugahama (決斗!菊ヶ浜?, Kettō! Kikugahama) - 8. Lo sciocco che guarda gli sciocchi combattere (ケンカするバカ 見てるバカ?, Kenka suru baka mi teru baka) |                                        |                                          |
| 7  | La fanciulla del mare delle balene 「鯨海乙女」 - Kujira kai otome | 2 novembre 2017 ISBN 978-4-08-881262-5 | 16 gennaio 2019 ISBN 978-88-3275-489-6   |
| 7  | Capitoli - 0. Prologue (Prologue?) - 1. Introdursi a Tosa (土佐入り?, Tosa-iri) - 2. Il doposcuola delle fanciulle (乙女塾?, Otome juku) - 3. La resa (降参?, Kōsan) - 4. Akame (赤目?, Akame) - 5. Lotta serrata (死闘?, Shitō) - 6. Una canzone in regalo (贈る歌?, Okuru uta) |                                        |                                          |
| 8  | Il mondo in pace 「天下泰平」 - Tenka taihei | 2 novembre 2018 ISBN 978-4-08-881684-5 | 10 luglio 2019 ISBN 978-88-3275-922-8    |
| 8  | Capitoli - 0. Prologue (Prologue?) - 1. La roccia di Daisaku (大作岩?, Daisaku iwa) - 2. Gruppo dell'ambizione virile del Kyushu (九州男志連?, Kyūshū otoko shiren) - 3. La montagna immobile (不動如山?, Fudōnyozan) - 4. Una risata fragorosa (超爆笑?, Chō bakushō) - 5. Vecchie ferite (古傷?, Furukizu) - 6. La montagna si muove (山動く!?, Yama ugoku!) - 7. La vittoria dello Yokuzuna (金星?, Kinsei) - 8. Epilogue (Epilogue?)                                                                          |                                        |                                          |
| 9  | Il quartier generale di Takeshima 「武島本陣」 - Takeshima honjin | 3 luglio 2020 ISBN 978-4-08-882280-8   | 26 maggio 2021 ISBN 978-88-349-0652-1    |
| 9  | Capitoli - 0. Prologue (Prologue?) - 1. Verso la capitale (京へ?, Kyō e) - 2. La cerimonia del tè (茶の湯?, Chanoyu) - 3. Seisha Hicchu (正射必中?, Seisha Hitchū) - 4. Centro (正鵠?, Seikoku) - 5. Sandanzuki (三段突き?, Sandanzuki) - 6. Una tecnica sovrumana (神技?, Shingi) - 7. Anekoji (姉小路?, Anekoji) |                                        |                                          |
| 10 | Scontro mortale al quartier generale 「本陣死闘」 - Honjin shitō | 4 novembre 2020 ISBN 978-4-08-882485-7 | 5 ottobre 2022 ISBN 978-88-349-1175-4    |
| 10 | Capitoli - 1. Onimaro (鬼麿?, Onimaro) - 2. Verso il quartier generale (本陣へ?, Honjin e) - 3. Uno sciocco botta e risposta (愚問答?, Gu mondō) - 4. Botta e risposta mortale (死問答?, Shi mondō) - 5. Scontro letale al ponte Takeshima (死闘!武島橋?, Shitō! Takeshima hashi) - 6. L'adunata dei veri uomini (硬派集結?, Kōha shūketsu) |                                        |                                          |
| 11 | 「昭和関ヶ原 仁義九兄弟」 - Shōwa Sekigahara jingi kyū kyōdai | 4 aprile 2024 ISBN 978-4-08-883608-9   | 31 dicembre 2024 ISBN 978-88-349-3095-3  |
| 11 | Capitoli - 1. (富士決戦場へ?, Fuji kessen-ba e) - 2. (人間五十年?, Ningen go jū-nen) - 3. (迎撃! 九十九里?, Geigeki! Kujūkuri) - 4. (鸞丸の策?, Ranmaru no saku) - 5. (キボウの戦い?, Kibou no tatakai) - 6. (ヒットマン?, Hittoman) - 7. (援軍?, Engun) - 8. (勢揃い!仁義九兄弟?, Seizoroi! Jingi kyū kyōdai) - 9. (Because?) - 10. (さらば仁義?, Saraba jingi) |                                        |                                          |